# Vanessa Hessler

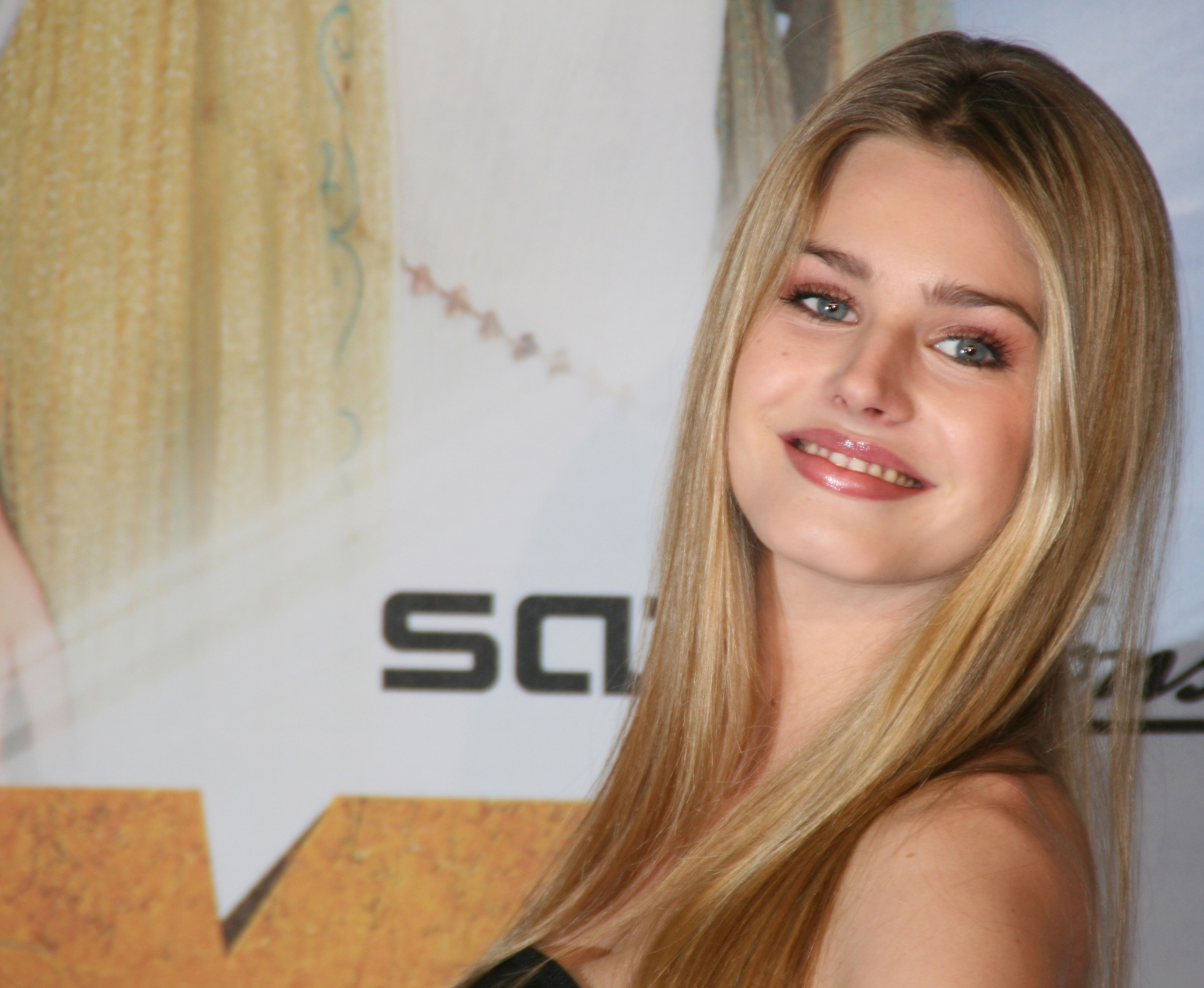
Vanessa Hessler (2008)

Vanessa Hessler (* 21. Januar 1988 in Rom) ist ein US-amerikanisch-italienisches Fotomodell und Schauspielerin.

## Leben
Hessler ist das Kind der Italienerin Gabriella und des US-Amerikaners John Hessler. Sie lebte gemeinsam mit ihren vier Brüdern in Rom, bis sie acht Jahre alt war, und zog dann nach Washington, D.C., dem Geburtsort ihres Vaters.
Im Oktober 2011 erklärte Vanessa Hessler in einem Interview, vier Jahre mit Mutassim Gaddafi, einem der Söhne des libyschen Staatsoberhauptes Muammar al-Gaddafi, liiert gewesen zu sein. Sie bezeichnete die Familie Gaddafi als „normale Menschen“. Telefónica Germany, der Inhaber der Marke Alice, für die Hessler in einer großangelegten Werbekampagne lange Zeit die Aushängefigur dargestellt hatte, distanzierte sich von ihren in diesem Zusammenhang gemachten Äußerungen über das frühere Gaddafi-Regime und löste die Zusammenarbeit mit ihr mit sofortiger Wirkung auf.
Sie ist mit Gianni Nunnari verheiratet. Gemeinsam haben sie eine 2015 geborene Tochter. Hessler hat sich 2014 als katholisch bezeichnet, betrachtet sich aber als nicht praktizierende Gläubige.

## Karriere
2002 kehrte sie als Model nach Italien zurück. In Deutschland wurde Hessler ab 2004 als Darstellerin der Werbefigur Alice in einer Werbekampagne des Internetdienstanbieters HanseNet bekannt. Als Model war sie für die Designer Calvin Klein und Giorgio Armani tätig und arbeitete dabei unter anderem mit Claudia Schiffer, Meg Ryan und Fiona May zusammen. In dem italienischen Film Natale a Miami (2005) sowie in Asterix bei den Olympischen Spielen (2008) war sie als Schauspielerin zu sehen. Beim Sanremo-Festival 2006 moderierte sie. 2011 spielte sie die Aurora de Luca in dem Zweiteiler Cinderella – Ein Liebesmärchen in Rom. Als Sherazade wirkte sie 2012 in dem Zweiteiler Le mille e una notte – Aladino e Sherazade mit.

## Filmographie (Auswahl)
- 2005: Natale a Miami
- 2008: Asterix bei den Olympischen Spielen (Astérix aux Jeux Olympiques)
- 2008: Per una notte d’amore (Fernsehfilm)
- 2009: Una sera d’ottobre
- 2011: Sotto il vestito niente – L’ultima sfilata
- 2011: Cinderella – Ein Liebesmärchen in Rom (Cenerentola, Fernsehfilm)
- 2011: La ragazza americana (Fernsehfilm)
- 2012: Le mille e una notte – Aladino e Sherazade (Fernsehfilm)
- 2012: Santa Barbara (Fernsehfilm)
- 2012: La figlia del capitano
- 2014: Reality+ (Kurzfilm)
- 2014: Ma tu di che segno 6?